# Ласло Кубала
Ласло Кубала Стеч (на унгарски: László Kubala Stecz) е бивш унгарски футболист и треньор по футбол. През годините е носил екипите на Ференцварош, Слован Братислава, Вашаш, Барселона и Еспаньол. Има записани участия за три различни национални отбора - Чехословакия, Унгария и Испания, затова и е наричан в тези страни по три различни начина - Ладислав Кубала (на словашки: Ladislav Kubala) и Ладислао Кубала (на испански: Ladislao Kubala). Една от легендите на Барселона, името му е записано със златни букви в „Алеята на славата“. През целия си престой в отбора изиграва общо 329 официални мача в които отбелязва впечатляващите 243 гола.
През 1999 година по време на тържествата по случай стогодишнината от създаването на клуба в анкета, проведена от феновете на Барселона е избран за „Най-добрия футболист“ в клубната история. Наред с точните си пасове и дрибъл Кубала е известен още като един от най-големите изпълнители на преки свободни удари в историята.
Той е треньорът, ръководил най-дълго испанския национален отбор, цели 11 години за периода (1969- 1980). Кубала заедно с Алфредо ди Стефано са единствените футболисти в света, състезавали се за три различни национални отбора., той е и първият футболист в Испания за когото на футболна среща е издигнат индививуален транспарант („Кубала е Бог“, в мач срещу Еспаньол на Камп Ноу през 1958 г.).

## Състезателна кариера
Ласло Кубала е роден в Будапеща. Майка му Анна Стеч има полски, словашки и унгарски корени, а баща му е от словашкото малцинство в Унгария. Започва да се занимава с футбол в школата на Ганц ТЕ, който по онова време се състезава в трета унгарска дивизия. На 18-годишна възраст подписва договор с Ференцварош, където негов съотборник е Шандор Кочиш. През 1946 година Ласло се премества в Чехословакия, за да избегне военната служба и подписва договор със Слован Братислава. През 1947 г. сключва брак със сестрата на националния селекционер на Чехословакия Фердинанд Даучик - Ана Виола Даучик, записва и мачове за националния отбор. През 1948 г. се връща в Унгария, като причината е отново избягване на военната служба и подписва с Вашаш.
В началото на 1949 г. Унгария става комунистическа страна и Ласло Кубала отново емигрира. Установява се в Италия, където за кратко се състезава за скромния Про Патрия. Приема поканата да изкара пробен период в Торино, част от която е участие в приятелската среща между Торино и Бенфика, но поради семейни причини не пътува за Лисабон и така избягва самолетната катастрофа, в която загива целият велик отбор на Торино. В същото време Унгарската Футболна Федерация го обвинява в нарушение на договорните му отношения към клубния му отбор Вашаш, както и за незаконното му напускане на страната, без да е изпълнил военната си служба. ФИФА подкрепя федерацията и го лишава от състезателни права за срок от една година. През януари 1950 г. Кубала заедно с други бежанци от Източна Европа сформира отбор по футбол с име Хунгария. През лятото на същата година пристигат в Испания за да изиграят няколко приятелски срещи.
По време на тези мачове Кубала е забелязан от скаутите на Реал Мадрид и Барселона, но той предпочита офертата на „каталунците“.
Подписва договор с „каталунците“ на 15 юни 1950 г., а като част от сделката, Фердинанд Даучик става треньор на тима. Поради забраната на ФИФА, Кубала една година играе само в приятелски срещи. В първия си сезон в Примера Дивисион отбелязва 26 гола в 19 мача. От тях седем гола при победата с 9-0 над Спортинг Хихон, а също и пет срещу Селта Виго, както и два хеттрика срещу Севиля и Расинг Сантандер. Седемте му гола в един мач остават рекорд за Ла Лига и до днес. По време на престоя си в Барселона Кубала отбелязва общо 14 хеттрика. За 11-те си години в Барселона той изиграва общо 329 срещи от всичките първенства и турнири в които отбелязва 243 гола. След още две титли на Испания и два трофея от турнира за Купата на панаирните градове Кубала прекратява кариерата си през 1962 г.

## Национален отбор
Попада в състава на Испания за Мондиал 1962, но пропуска първенството поради контузия. Така въпреки че играе за три различни страни, Кубала никога не участва на световни футболни финали.

## Треньорска кариера
След като напуска Барселона, Кубала приема офертата на Еспаньол и става играещ треньор на клуба, където си партнира с Алфредо ди Стефано.
През 1966 г. поема Цюрих, където отново е играещ треньор. С екипа на швейцарския тим участва в турнира за Купата на европейските шампиони, като последният му мач е срещу Селтик. Като национален селекционер води Испания на Мондиал 1978 в Аржентина. Тази длъжност той изпълнявана от 1969 до 1980 г., най-дълго задържал се треньор на този пост.
Умира на 17 май 2002 г. на 74-годишна възраст в Барселона. В знак на признателност през 2009 г. ръководството на клуба открива негов паметник на Камп Ноу.

## Успехи

### Като футболист
Барселона
- Примера Дивисион (4): 1951/52, 1952/53, 1958/59, 1959/60
- Купа на краля (5): 1951, 1952, 1953, 1957, 1959
- Купа на панаирните градове (2): 1955/58, 1958/60
- Латинска купа (1): 1952
- Купа Ева Дуарте (2): 1952, 1953

### Като треньор
КД Малага
- Сегунда Дивисион (1): 1987/88